# Metauroxita
La metauroxita és un mineral de la classe dels minerals orgànics. Anomenat per ser l'homòleg menys hidratat de la uroxita.

## Característiques
La metauroxita és un oxalat de fórmula química (UO₂)₂(C₂O₄)(OH)₂(H₂O)₂. Va ser aprovada com a espècie vàlida per l'Associació Mineralògica Internacional l'any 2019, sent publicada per primera vegada el 2020. Cristal·litza en el sistema triclínic. La seva duresa a l'escala de Mohs és 2.
Les mostres que van servir per a determinar l'espècie, el que es coneix com a material tipus, es troben conservades a les col·leccions mineralògiques del Museu d'Història Natural del Comtat de Los Angeles, a Los Angeles (Califòrnia) amb els números de catàleg: 67289 i 67290.

## Formació i jaciments
Va ser descoberta a la mina Burro, dins el districte miner de Slick Rock, al comtat de San Miguel (Colorado, Estats Units), on es troba en forma de fulles i plaques de color groc clar, associada a uranopilita, tyuyamunita, guix i abernathyita. Aquesta mina estatunidenca és l'únic indret de tot el planeta on ha estat descrita aquesta espècie mineral.